# Johann Jakob Weilenmann

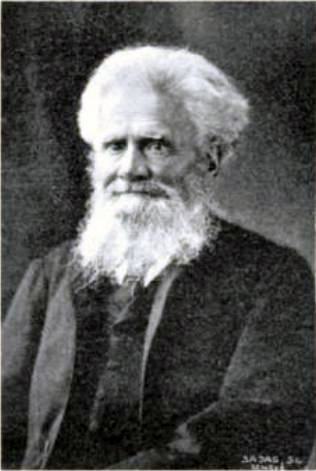
J. J. Weilenmann

Johann Jakob Weilenmann (* 24. Januar 1819 in St. Gallen; † 8. Juni 1896 ebenda) war ein Schweizer Alpinist. Er unternahm zahlreiche Erstbesteigungen in den Alpen.

## Leben
Der Sohn eines Privatschulleiters absolvierte eine Berufslehre beim St. Galler Textilhandelshaus Johann Conrad Fehr. Für diese Firma war Weilenmann als Kaufmann in New York und in Pernambuco tätig. In Brasilien baute er eine Insektensammlung auf, die er später dem Polytechnikum Zürich schenkte. Nach 1850 lebte er wieder in St. Gallen und begann mit dem Bergsteigen. 1863 gehörte er zu den Mitbegründern des Schweizer Alpenclubs. 

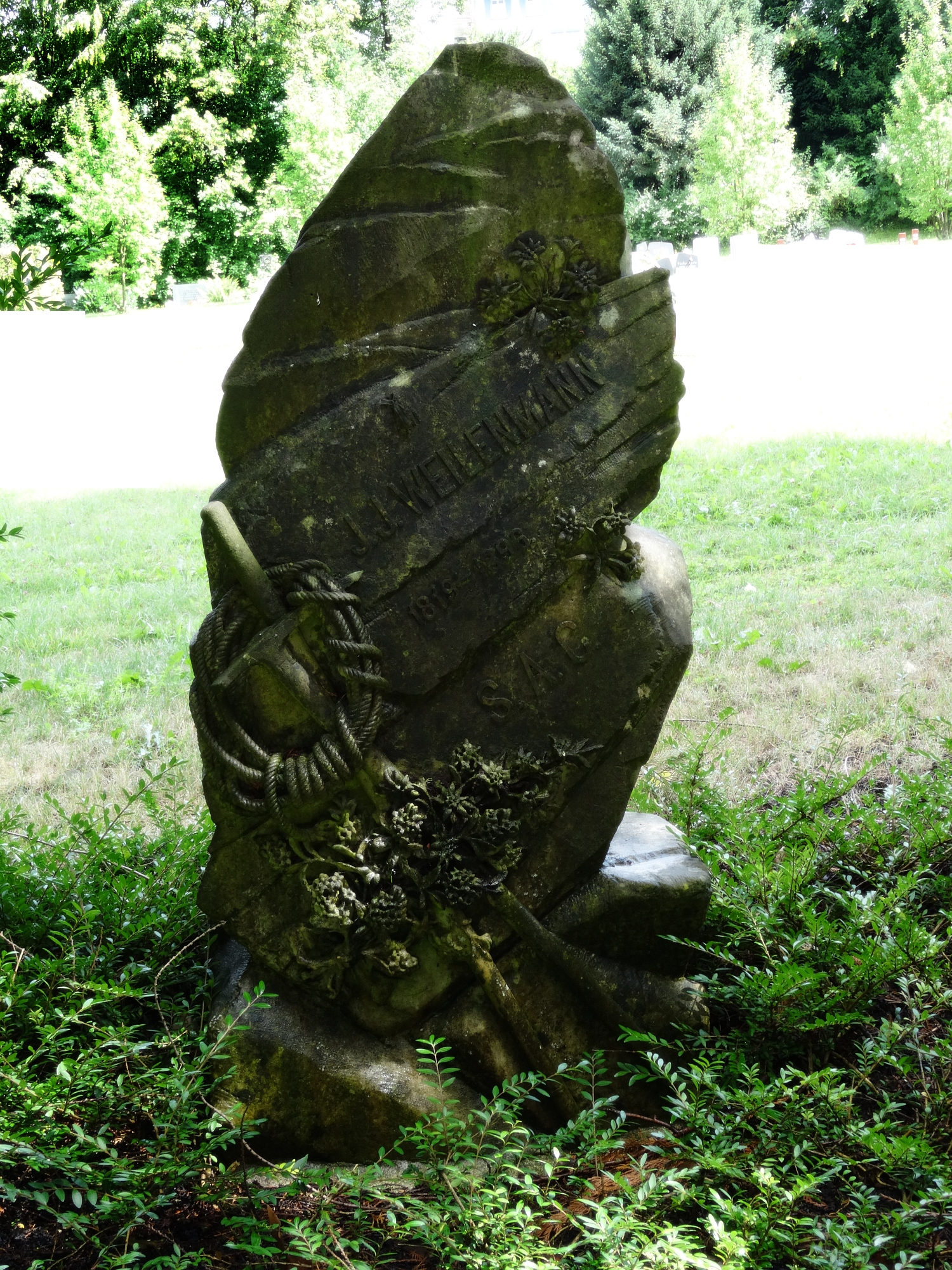
Grabstein, Friedhof Feldli, St. Gallen

Seine letzte Ruhestätte fand er auf dem Friedhof Feldli in St. Gallen.

## Erstbesteigungen (Auswahl)
- Muttler (1858)
- Fluchthorn (1861)
- Ramolkogel (1862)
- Piz Buin (1865)
- Crast’ Agüzza (1865)
- Mont Blanc de Cheilon (1865)
- Helsenhorn (1887)